# Lelești
Lelești es una comuna ubicada en el distrito de Gorj, Rumania.

## Superficie
Cuenta con una superficie de 30,18 kilómetros cuadrados.

## Demografía
Hasta 2021 la población era de 1779 habitantes, con una densidad de población de 58,95 habitantes por kilómetro cuadrado.